# Mitsubishi Outlander
Mitsubishi Outlander er en kompakt SUV fra den japanske bilfabrikant Mitsubishi.
Mitsubishi Outlander blev introduceret i 2003 på det nordamerikanske marked. På det asiatiske marked blev den allerede introduceret i 2001 under navnet Mitsubishi Airtrek.

## Første generation (CU0W)
Første generation af Outlander blev bygget fra 2003 til 2006. Den var baseret på platformen fra Mitsubishi Lancer, blev udviklet i samarbejde med DaimlerChrysler, og motoren var baseret på motoren fra Mitsubishi Galant. Outlander var et lettere modificeret version af den japanske Airtrek, som var udviklet til det asiatiske marked.
Til basismotoren på 2,0 liter med 136 hk kunne der frit vælges mellem for- eller firehjulstræk. Alle andre motorer havde permanent firehjulstræk. Alle Outlander-modeller havde separate hjulophæng. Versionen med 2,4-litersmotor med 160 hk kunne som ekstraudstyr fås med firetrins automatisk gearkasse.
2,0-liters turbomotoren med 201 hk var baseret på teknikken fra ottende generation af Mitsubishi Lancer Evolution og gav Outlander gode præstationer. De færre hk skyldtes en anden turbolader og ændret ECU-software. Ændrede udstødningsværdier var også grunden til at Outlander Turbo i Europa kun havde 201 hk, i stedet for 240 hk i Japan.
- Airtrek som basis for Outlander
- Outlander set bagfra
- Outlander Turbo

### Motorer[1]
| Model           | Cylindre/ventiler/knastaksel | Slagvolume | Maks. effekt               | Maks. drejningsmoment      | Motorkode | Topfart  | Drivlinie | Acceleration 0–100 km/t |
| --------------- | ---------------------------- | ---------- | -------------------------- | -------------------------- | --------- | -------- | --------- | ----------------------- |
| CU2W 2,0 l      | 4/16 DOHC                    | 1992 cm³   | 136 hk ved 6000 omdr./min. | 176 Nm ved 4500 omdr./min. | 4G63      | 192 km/t | 2WD/4WD   | 10,7 sek. / 11,4 sek.   |
| CU4W 2,4 l aut. | 4/16 SOHC                    | 2378 cm³   | 160 hk ved 5750 omdr./min. | 216 Nm ved 3500 omdr./min. | 4G69      | 191 km/t | 4WD       |                         |
| CU4W 2,4 l      | 4/16 SOHC                    | 2378 cm³   | 160 hk ved 5750 omdr./min. | 216 Nm ved 3500 omdr./min. | 4G69      | 200 km/t | 4WD       | 9,9 sek.                |
| CU2W 2,0 l T    | 4/16 DOHC                    | 1992 cm³   | 201 hk ved 5500 omdr./min. | 303 Nm ved 3500 omdr./min. | 4G63      | 220 km/t | 4WD       | 7,7 sek.                |

## Anden generation (CW0W)
Anden generation af Outlander blev introduceret på New York International Auto Show i april 2006. Et særligt kendetegn er CVT-gearkassen, som findes som ekstraudstyr. Den europæiske version, som kom på markedet i februar 2007, findes for første gang med dieselmotor. I første omgang var det en pumpe/dyse-motor på 2,0 liter leveret af Volkswagen. Allerede den 17. januar 2007 blev det besluttet senere at introducere en 2,2-liters dieselmotor leveret af PSA Peugeot Citroën, så fra november 2007 fandtes der to forskellige dieselmotorer i programmet.
Det var den samme motor, som også blev brugt i PSAs søstermodeller, som med ændret forvogn og et andet karrosseridesign siden sommeren 2007 sælges som Peugeot 4007 og Citroën C-Crosser. Samtidig blev programmet udvidet med en version med benzinmotor. Det var en i samarbejde mellem DaimlerChrysler og Hyundai udviklet firecylindret motor på 2,4 liter. Kun denne benzinmotor med 170 hk kunne afhængigt af udstyrsvariant kombineres med en automatisk gearkasse i form af en trinløs CVT-gearkasse, som ved hjælp af programmering simulerede seks køretrin. I USA (2006), Rusland og Japan (2007) kunne modellen også fås en V6-motor på 3,0 liter med 220 hk og sekstrins automatisk gearkasse.
På Paris Motor Show i 2006 blev Outlander Concept forevist, som var en showbil baseret på den japanske seriemodel, og på Geneve Motor Show i 2007 blev samme bil forevist med 3,0-liters V6-motor.
I februar 2010 fik den tre år gamle model et facelift. Den kompakte SUV fik nu udvidet både udstyret og motorprogrammet. Bagenden forblev uforandret bortset fra en forkromet liste over nummerpladen. Til dieselmotoren på 2,2 liter med 156 hk fås nu også en dobbeltkoblingsgearkasse, TC-SST, som både kan bruges som sekventiel manuel gearkasse eller fuldautomatisk gearkasse.
Programmet blev også udvidet med en forhjulstrukket indstigningsmodel 2,0 2WD med variabel MIVEC-ventilstyring. Benzinmotoren på 2,0 liter har en effekt på 108 kW (147 hk). Siden modelskiftet bygges Outlander til det europæiske marked hos Mitsubishis datterselskab NedCar i Born i Holland, hvor også andre Mitsubishi-modeller og Volvo S40/V40 bliver bygget.
Modellen er blevet kollisionstestet af Euro NCAP i 2007 med et resultat på fire stjerner ud af fem mulige.